# Suite per a violí i piano (Britten)
La Suite per a violí i piano, op. 6, és una suite composta per Benjamin Britten. La primera actuació de l'obra completa es va donar el 13 de març de 1936 com a part d'una emissió de la BBC. L'estrena en públic va tenir lloc el 21 d'abril de 1936 al Casal del Metge de Barcelona, amb Antoni Brosa i Vives al violí i el mateix compositor al piano, en el marc del Festival de la Societat Internacional de Música que aquell any es va celebrar a la capital catalana.

## Moviments
1. Introduction: Andante maestoso
2. March: Allegro alla marcia
3. Moto perpetuo: Allegro molto e con fuoco
4. Lullaby: Lento tranquillo
5. Waltz: Alla valse, vivace e rubato

## Representacions
El 17 de desembre de 1934 es va interpretar de forma incompleta, els moviments 1, 3 i 4, al Wigmore Hall de Londres, Henri Temianka el violí i Betty Humby el piano. Originalment publicada el 1935 com una suite completa, tres moviments del grup es van publicar més tard a principis de 1976 (March, Lullaby i Waltz) i es van anomenar 'Tres peces per a violí i piano, de la Suite op. 6 '. Britten també va organitzar March, Lullaby i Waltz per a viola i piano el gener de 1935.